# Towarri-Nationalpark
Der Towarri-Nationalpark ist ein Nationalpark im Osten des australischen Bundesstaates New South Wales, 230 Kilometer nördlich von Sydney und 45 Kilometer nördlich von Muswellbrook.
Der Park umfasst sechs einzelne Gebiete an den Südosthängen der Liverpool Range, Teil der Great Dividing Range. Das größte davon liegt rund um den Mount Tinagroo. Das Gelände besteht aus Sandsteinfelsen, auf denen Regenwald, Schnee-Eukalyptus und Grasbäume wachsen.
Den Wanderern erschließt sich wildes, steiles Gelände ohne ausgewiesene Wege und die Gipfel gewähren sehenswerte Ausblicke. Die Straßen im Park sind allesamt unbefestigt.